# Polyphagotarsonemus latus
La araña blanca, Polyphagotarsonemus latus (Acari: Tarsonemidae), es una especie microscópica de ácaro encontrado en muchas especies de plantas, incluyendo importantes especies frutales como vides, manzanos, y otras plantas y árboles frutales. La araña blanca también está afectando actualmente a plantaciones de cannabis, a medida que la industria va desarrollándose gracias a la legalización.
Este ácaro se encuentra en muchas áreas de toda la superficie terrestre y es una plaga importante en los invernaderos.
Una infestación de araña blanca (P. latus) puede ralentizar el crecimiento de las plantas y retorcer las hojas y las flores, ennegreciendo y finalmente causando la muerte de los nuevos brotes al devorar las yemas terminales de las plantas. El daño se parece a los causados por los herbicidas.
El ácaro prefiere áreas de humedad alta y temperatura baja, y puede ser controlado sacando y destruyendo las plantas infestadas y pulverizando las restantes con un acaricida disuelto en agua.